# Nggongi
Nggongi is een bestuurslaag in het regentschap Oost-Soemba van de provincie Oost-Nusa Tenggara, Indonesië. Nggongi telt 1915 inwoners (volkstelling 2010).